# Elin Reimer
Elin Reimer (* 7. März 1928 in Kopenhagen; † 17. September 2022 in Virum) war eine dänische Schauspielerin.

## Leben
Elin Reimer war die Tochter des Berufsschullehrer Egon Reimer (1901–1972) und seiner Frau Edith Christine Mortensen (1903–1978). Sie wuchs in Kopenhagen auf.
Reimer arbeitete zunächst als Angestellte bei einer Versicherungsgesellschaft, bis sie eine Schauspielausbildung in Frederiksberg absolvierte. Danach stand sie auf Bühnen an zahlreichen Theatern in Dänemark. Sie war als langjähriges Ensemblemitglied am Aarhus Teater, am Aalborg-Theater und am Königlichen Theater Kopenhagen engagiert. Reimer wirkte von 1950 bis 2010 in mehr als 90 Film-und-Fernsehproduktionen mit. Besonders bekannt und beliebt wurde sie dem dänischen Publikum in der Rolle der Köchin Laura in der Serie Die Leute von Korsbaek (1978–1982) und als schrullige Nachbarin Frau Olsen in der dreiteiligen Filmreihe Krummerne in den 1990er-Jahren.
1981 erhielt sie das Tagea Brandts Rejselegat. Im Jahr 1984 wurde Elin Reimer mit dem Dannebrogorden ausgezeichnet.
Elin Reimer war verheiratet und hatte einen Sohn, Erik Reimer (1951–2006). Sie starb am 17. September 2022 im Alter von 94 Jahren in Virum.

## Filmografie (Auswahl)
- 1970: Das Lied vom roten Rubin (Den rode Rubin)
- 1978: You Are Not Alone (Du er ikke alene)
- 1978–1982: Die Leute von Korsbaek (Matador, Fernsehserie)
- 1979: Die Olsenbande ergibt sich nie (Olsen-banden overgiver sig aldrig)
- 1979: Der kleine Virgil und Orla, der Froschschnapper (Lille Virgil og Orla Frøsnapper)
- 1984: Privatdetektiv Anthonsen (Anthonsen, Fernsehserie)
- 2006: Der Traum (Drømmen)